# Theridion ampliatum
Theridion ampliatum là một loài nhện trong họ Theridiidae.
Loài này thuộc chi Theridion. Theridion ampliatum được Arthur T. Urquhart. miêu tả năm 1892.